# Finkarby
Finkarby is een plaats in de gemeente Nykvarn in het landschap Södermanland en de provincie Stockholms län in Zweden. De plaats heeft 218 inwoners (2005) en een oppervlakte van 54 hectare.